# Лорел (Небраска)
Лорел (енгл. Laurel) град је у америчкој савезној држави Небраска.

## Демографија
По попису из 2010. године број становника је 964, што је 22 (-2,2%) становника мање него 2000. године.
| Група             | 2000.       | 2010.       |
| Белци             | 979 (99,3%) | 930 (96,5%) |
| Афроамериканци    | 0 (0,0%)    | 2 (0,2%)    |
| Азијати           | 0 (0,0%)    | 3 (0,3%)    |
| Хиспаноамериканци | 3 (0,3%)    | 23 (2,4%)   |
| Укупно            | 986         | 964         |